# Thalictrum tripeltiferum
Thalictrum tripeltiferum är en ranunkelväxtart som beskrevs av B. Boiv.. Thalictrum tripeltiferum ingår i släktet rutor, och familjen ranunkelväxter. Inga underarter finns listade i Catalogue of Life.